# Fotisk ljusreflex

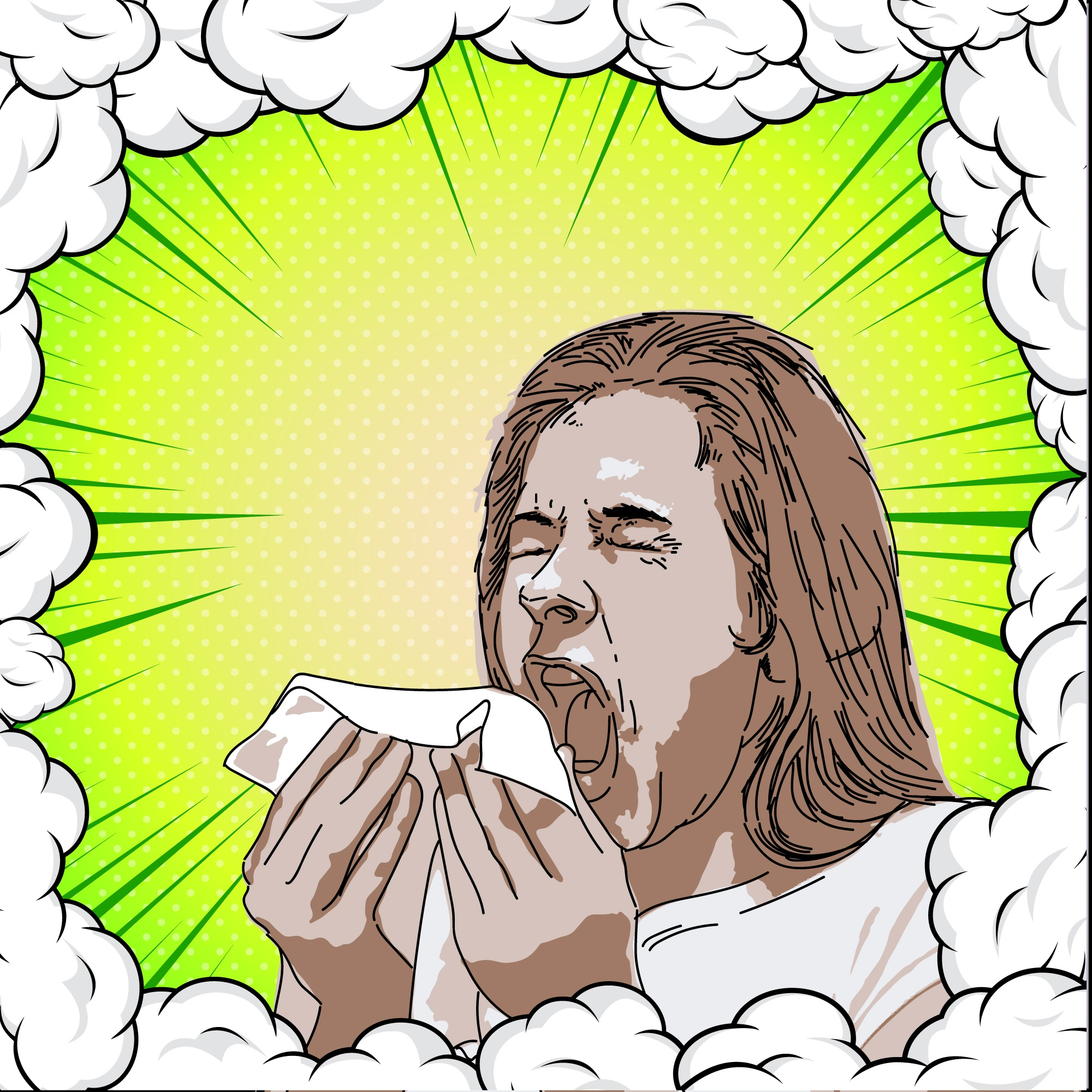

Fotisk nysreflex är ett tillstånd som orsakar nysning som svar på vissa stimuli, såsom att titta på starkt ljus eller injektion runt ögongloben. Tillståndet drabbar 18–35% av befolkningen i USA, men den exakta verkningsmekanismen är inte helt känd.
Det uppskattas att omkring 18–35 procent av alla människor nyser när de utsätts för starkt solljus. Det är en reaktion som sker när man påverkas av starkt solljus efter att ha uppehållit sig i mörker. Vanligen nyser man då ett par gånger, men vissa personer nyser många gånger i sträck när de tittar mot solen. Det är ärftligt betingat att ha en fotisk reflex, men än så länge vet forskarna inte vilka gener det är som orsakar tillståndet.
En teori är att synnerven aktiveras när man tittar mot solen. Synnerven och nerven som sätter igång en nysning löper rent anatomiskt nära varandra. Det gör att aktiveringen av synnerven kan påverka den närliggande trigeminusnerven, och nysreflexen utlöses.